# 奧托·蒂曼
海因里希·安德烈亚斯·奥托·蒂曼（Heinrich Andreas Otto Tiemann，1890年2月12日－1952年4月20日）是一位第二次世界大战战期间的纳粹德国德國国防军将领，曾指挥过几个军级单位，並获颁騎士鐵十字勳章。